# Rodolfo I di Würzburg
Rodolfo I di Würzburg (... – 3 agosto 908) fu vescovo di Würzburg dall'892 fino alla sua morte. Era il figlio più giovane di Udo di Neustria e dunque membro della dinastia dei Corradinidi.

## Biografia
Nel 892 fu nominato vescovo in sostituzione di Arno, che era stato ucciso durante una campagna contro la Grande Moravia. Allo stesso tempo suo fratello Corrado il Vecchio divenne margravio di Turingia, riflettendo l'influenza che la famiglia esercitò nel regno dei Franchi Orientali. È probabile che Arnolfo di Carinzia abbai trasferito il suo patrocinio da una famiglia all'altra, perché il margravio di Turingia Poppone II, della dinastia Popponidi/Babenberg, fu deposto per aver consigliato Arno a condurre una campagna contro i moravi. Poco dopo tra i Babenberg e Corradinidi scoppiò una faida. 
Rodolfo fu ucciso nel 908 mentre combatteva nella battaglia di Eisenach contro i magiari in Turingia. 

## Ascendenza
|                       |   |                        | Genitori             |  |  | Nonni |  |  | Bisnonni         |  |  | Trisnonni         |  |
|                       |   |                        |                      |  |  |       |  |  | Oddone d'Orléans |  |  | Adriano d'Orléans |  |
|                       |   |                        |                      |  |  |       |  |  | Oddone d'Orléans |  |  | Adriano d'Orléans |  |
|                       |   | Waldrada               |                      |  |  |       |  |  | Oddone d'Orléans |  |  |                   |  |
| Gebardo di Lahngau    |   |                        |                      |  |  |       |  |  | Oddone d'Orléans |  |  |                   |  |
|                       |   | Engeltrude di Fézensac | Leotardo I di Parigi |  |  |       |  |  |                  |  |  |                   |  |
|                       |   | Engeltrude di Fézensac | Leotardo I di Parigi |  |  |       |  |  |                  |  |  |                   |  |
|                       |   | Engeltrude di Fézensac | Grimilde             |  |  |       |  |  |                  |  |  |                   |  |
| Udo di Neustria       |   | Engeltrude di Fézensac |                      |  |  |       |  |  |                  |  |  |                   |  |
|                       |   | …                      | …                    |  |  |       |  |  |                  |  |  |                   |  |
|                       |   | …                      | …                    |  |  |       |  |  |                  |  |  |                   |  |
|                       |   | …                      | …                    |  |  |       |  |  |                  |  |  |                   |  |
| …                     |   | …                      |                      |  |  |       |  |  |                  |  |  |                   |  |
|                       |   | …                      | …                    |  |  |       |  |  |                  |  |  |                   |  |
|                       |   | …                      | …                    |  |  |       |  |  |                  |  |  |                   |  |
|                       |   | …                      | …                    |  |  |       |  |  |                  |  |  |                   |  |
| Rodolfo I di Würzburg |   | …                      |                      |  |  |       |  |  |                  |  |  |                   |  |
|                       | … | …                      |                      |  |  |       |  |  |                  |  |  |                   |  |
|                       | … | …                      |                      |  |  |       |  |  |                  |  |  |                   |  |
|                       | … | …                      |                      |  |  |       |  |  |                  |  |  |                   |  |
| …                     | … |                        |                      |  |  |       |  |  |                  |  |  |                   |  |
|                       |   | …                      | …                    |  |  |       |  |  |                  |  |  |                   |  |
|                       |   | …                      | …                    |  |  |       |  |  |                  |  |  |                   |  |
|                       |   | …                      | …                    |  |  |       |  |  |                  |  |  |                   |  |
| …                     |   | …                      |                      |  |  |       |  |  |                  |  |  |                   |  |
|                       |   | …                      | …                    |  |  |       |  |  |                  |  |  |                   |  |
|                       |   | …                      | …                    |  |  |       |  |  |                  |  |  |                   |  |
|                       |   | …                      | …                    |  |  |       |  |  |                  |  |  |                   |  |
| …                     |   | …                      |                      |  |  |       |  |  |                  |  |  |                   |  |
|                       |   | …                      | …                    |  |  |       |  |  |                  |  |  |                   |  |
|                       |   | …                      | …                    |  |  |       |  |  |                  |  |  |                   |  |
|                       |   | …                      | …                    |  |  |       |  |  |                  |  |  |                   |  |
|                       |   | …                      |                      |  |  |       |  |  |                  |  |  |                   |  |